# Undervandsbaaden Nr. 777's Dødsfart
Undervandsbaaden Nr. 777's Dødsfart er en amerikansk stumfilm fra 1923 af Bernard Durning.

## Medvirkende
- Shirley Mason som Barbara Hackett
- Buck Jones som Brick McDonald
- Richard Tucker som Herbert Glenville
- Alan Hale Sr. som Stefan de Bernie
- Walter McGrail som Dick Manley
- June Elvidge som Estelle Hackett
- Fred Kelsey